# كارين ألين
كارين ألين (بالإنجليزية: Karen Allen)‏ ممثلة أمريكية من مواليد 5 أكتوبر 1951.

## مواقع خارجية
- كارين ألين على موقع IMDb (الإنجليزية)
- كارين ألين على موقع روتن توميتوز (الإنجليزية)
- كارين ألين على موقع ألو سيني (الفرنسية)
- كارين ألين على موقع أول موفي (الإنجليزية)
- كارين ألين على موقع قاعدة بيانات برودواي على الإنترنت (الإنجليزية)
- كارين ألين على موقع قاعدة بيانات الأفلام السويدية (السويدية)
- كارين ألين على موقع إن إن دي بي (الإنجليزية)
- كارين ألين على موقع قاعدة بيانات الفيلم (الإنجليزية)
- كارين ألين على موقع كينوبويسك (الروسية)